# Sri Lanka ai Giochi olimpici
Lo Sri Lanka ha partecipato ai Giochi olimpici per la prima volta nel 1948, e da allora ha preso parte a tutte le edizioni estive dei Giochi ad eccezione di Montréal 1976. Non ha tuttavia mai partecipato ai Giochi olimpici invernali.
I suoi atleti hanno vinto due medaglie d'argento, entrambe nell'atletica leggera.
Il Comitato Olimpico Nazionale dello Sri Lanka, fondato nel 1937, è stato riconosciuto dal CIO nel 1948.

## Medagliere storico
| Giochi                 | Oro              | Argento          | Bronzo           | Totale           |
| ---------------------- | ---------------- | ---------------- | ---------------- | ---------------- |
| Londra 1948            | 0                | 1                | 0                | 1                |
| Helsinki 1952          | 0                | 0                | 0                | 0                |
| Melbourne 1956         | 0                | 0                | 0                | 0                |
| Roma 1960              | 0                | 0                | 0                | 0                |
| Tokyo 1964             | 0                | 0                | 0                | 0                |
| Città del Messico 1968 | 0                | 0                | 0                | 0                |
| Monaco di Baviera 1972 | 0                | 0                | 0                | 0                |
| Montréal 1976          | non partecipante | non partecipante | non partecipante | non partecipante |
| Mosca 1980             | 0                | 0                | 0                | 0                |
| Los Angeles 1984       | 0                | 0                | 0                | 0                |
| Seul 1988              | 0                | 0                | 0                | 0                |
| Barcellona 1992        | 0                | 0                | 0                | 0                |
| Atlanta 1996           | 0                | 0                | 0                | 0                |
| Sydney 2000            | 0                | 1                | 0                | 1                |
| Atene 2004             | 0                | 0                | 0                | 0                |
| Pechino 2008           | 0                | 0                | 0                | 0                |
| Londra 2012            | 0                | 0                | 0                | 0                |
| Rio de Janeiro 2016    | 0                | 0                | 0                | 0                |
| Tokyo 2020             | 0                | 0                | 0                | 0                |
| Parigi 2024            | 0                | 0                | 0                | 0                |
| Totale                 | 0                | 2                | 0                | 2                |

## Medagliere per sport
| Giochi           | Oro | Argento | Bronzo | Totale |
| ---------------- | --- | ------- | ------ | ------ |
| Atletica leggera | 0   | 2       | 0      | 2      |

## Medagliati
| Medaglia | Atleta                | Edizione    | Sport            | Evento                  |
| -------- | --------------------- | ----------- | ---------------- | ----------------------- |
| Argento  | Duncan White          | Londra 1948 | Atletica leggera | 400 m ostacoli maschile |
| Argento  | Susanthika Jayasinghe | Sydney 2000 | Atletica leggera | 200 m piani femminile   |